# Arvol Looking Horse
Arvol Looking Horse est un chef amérindien Lakota, gardien de la pipe sacrée, né en 1954.
Il a reçu le Canadian Wolf Award, attribué à une personne qui a consacré sa vie à œuvrer pour la Paix. La ville de La Nouvelle-Orléans a honoré le Chef Looking Horse en proclamant le 27 août « Jour du bison Blanc », et par le don de la clef de la ville par le maire en 1996.

## Enfance
Arvol Looking Horse est né en 1954 sur la réserve indienne de Cheyenne River dans le Dakota du Sud. 
Élevé par ses grands-parents, Cécilia et Stanley Looking Horse, il étudie auprès d'eux la culture et la spiritualité lakota. Il parle le lakota et l'anglais.
À douze ans, il reçoit la pipe sacrée, Cannunpa Wakan, devenant ainsi le nouveau porte-parole de la communauté amérindienne. Il est le dernier maillon d'une lignée de 19 générations de gardiens, le plus jeune des 400 ans de sauvegarde de la pipe sacrée.
Ayant grandi à une époque où il fut le témoin de la suppression des traditions spirituelles de son peuple, il décida d’œuvrer pour le changement et de faire reconnaître la liberté religieuse, la reprise et la survie de sa culture.

## Militantisme
En 1986, il fut l’un des meneurs spirituels des Cavaliers Big foot ayant introduit une prophétie connue sous le nom de « Réparation du Cercle Sacré de la Nation ». De facto, le chef Looking Horse a honoré un voyage symbolique avec les Cavaliers Bigfoot du 15 au 29 décembre, dans des températures rigoureuses, pour ainsi mettre en exergue les souffrances endurées par le chef Bigfoot et sa bande lors du massacre de Wounded Knee par le 7e régiment de cavalerie des États-Unis dans le Dakota du Sud le 29 décembre 1890.
En 1993, le chef Looking Horse se rend à New York, avec les anciens de différentes tribus, pour participer à la conférence de l'Organisation des Nations unies, « le Cri de la Terre », où il a célébré la prière d’ouverture. Les nations non représentées et l'Organisation des Peuples l'ont invité en 1994 aux Pays-Bas, pour prier pour la Paix et l'Unité des Peuples premiers.
Le Cercle d'Achèvement de la Paix dans le Monde et Jour de la Prière s'est tenu le 21 juin 1999 au Costa Rica accomplissant l’ancienne prophétie d'unification entre les meneurs indigènes représentant l’Amérique du Sud, l’Amérique centrale et l'Amérique du Nord. Cette rencontre officielle a permis d'entériner la volonté d'unité des principaux meneurs amérindiens américains, dans le but de lutter contre l'abandon de leur culture.
En 1998, il s'entretient avec le reporter spécial de l'Organisation des Nations unies au sujet de la protection des sites sacrés et de la liberté de pratique de la religion lakota dans le cadre pénitentiaire. 
Il a voyagé en Afrique du Sud pour rencontrer le meneur spirituel Desmond Tutu au sujet de la libération du prisonnier politique amérindien Leonard Peltier.
En 1995, il rencontre le Dalai Lama pour établir des relations entre le Tibet et la nation Lakota, ce qui aboutira, symboliquement, à la République Lakota.